# Philippe de Plaissis
Philippe de Plaissis (Angiò, 1165 – 23 settembre 1209) è stato un cavaliere medievale francese, il 13º Gran Maestro dei Cavalieri templari dal 1201 al 1208.

## Biografia
Nacque nella fortezza di Plaissis-Macé, nell'Angiò, in Francia. Nel 1189 si unì alla Terza Crociata come semplice cavaliere e in Palestina scoprì l'Ordine dei Templari e vi entrò.
La sua elezione a Gran Maestro dell'ordine avvenne tra il gennaio e il marzo 1201 e la sua prima azione come Gran Maestro fu un accordo firmato il 17 aprile 1201 con i Cavalieri Ospitalieri sull'irrigazione delle terre e l'uso di mulini dei due ordini nella Contea di Tripoli. Fin dalla sua elezione si è confrontato con il re del Regno armeno di Cilicia che aveva occupato una fortezza templare situata nel Principato d'Antiochia. A seguito di un'indagine commissionata da papa Innocenzo III i templari furono cacciati dal regno armeno di Cilicia e i loro beni confiscati.
Nel 1201 l'Egitto e poi la Siria furono colpiti da un'epidemia di peste e nel 1202 vi fu un violento terremoto. La pace fu dunque necessaria per ricostruire le città e villaggi distrutti. Philippe dello Plaissis negoziò una tregua con i musulmani alla quale non aderirono i Cavalieri Teutonici. Quando gli Ospitalieri negoziarono a loro volta una tregua, i Templari non vi aderirono. Questi conflitti interni tra i crociati costrinsero un intervento del Papa.
Infatti anche se i Templari ebbero il sostegno di Innocenzo III (il 1º febbraio 1205 confermò la bolla Omne datum optimum), il Papa riceveva continui reclami contro i Templari da parte dei vescovi e dei principi in Terra santa. Nel 1208 scrive quindi al Gran Maestro Philippe de Plaissis per ricordargli che l'obbedienza è uno dei tre voti che pronunciano i suoi cavalieri e non obbedire li rendono apostati, tuttavia sembra che questo avvertimento non venne ascoltato dato che l'Ordine reclutò numerosi cavalieri e aumentarono le donazioni.
Il suo nome appare per l'ultima volta nel 1209. Il "Necrologio di Reims" da come data della sua morte il 12 novembre 1209.